# 浅香航大
浅香航大（日语：／ Asaka Kōdai，1992年8月24日—），是日本一名男演员，出身于神奈川县，隶属于Tristone Entertainment。其名字“航大”（こうだい）源自其父辈时代流行的电视剧《热中时代》中由水谷丰所饰演的“北野广大”。

## 简历
2008年之前，浅香航大隶属于杰尼斯事务所，并作为小杰尼斯中的组合J.J.Express成员活动。
2008年10月，从杰尼斯事务所退社的浅香航大通过了A-team的面试，成为其旗下A-Light事务所的签约艺人。2010年4月，浅香航大从A-Light移籍到A-team。
2011年7月，首度出演电视剧《花样少年少女》。2014年，出演NHK晨间剧《阿政》。

## 作品

### 电视剧
- 戀文日和 第5話（2014年2月3日、日本電視台） - 飾演 増村保志
- 阿政與愛莉（2014年9月29日-2015年3月28日、NHK連續電視小說）- 飾演 鴨居英一郎
- 我的恐怖妻子（2016年4月19日－6月14日、關西電視台・富士電視台）- 飾演 矢吹豊[4]
- 増山超能力師事務所（2017年1月5日 - 3月23日、讀賣電視台） - 飾演 高原篤志[5]
- DolmenX（2018年3月11日 - 4月1日、日本電視台） - 飾演 一伊
- 從宮本到你 第5話 - 最終回（2018年5月5日 - 6月30日、東京電視台） - 飾演 益戸景[6]
- Good Doctor 善良醫生（2018年7月12日－9月13日、富士電視台）- 飾演 中島仁[7]
- 輪到你了（2019年4月14日－9月8日、日本電視台）- 飾演 神谷將人[8]
- 我可能不會愛你（2019年7月15日－）- 飾演 水澤龍星
- 相棒 season18 第11話（2020年1月1日、朝日電視台） - 飾演 蓮見誠司[9]
- 今夜在コ字形酒場（2020年1月7日 - 3月24日、BS东视）- 主演・吉岡としのり （與中村友理雙主演）[10]
  - 今夜在コ字形酒場 Season2（2022年4月9日 - 6月25日、BS東京電視台）[11]
  - 今夜在コ字形酒場 特別篇（2023年、BS東京電視台）
- 療癒心中的傷口（2020年1月18日 - 2月8日、NHK綜合台） - 飾演 北林史也[12]
- 松本清張戲劇「黒色画集〜証言〜」（2020年5月9日、NHK BS Premium） - 飾演  梅沢智久
- 親愛的病人〜羈絆的病例〜（2020年7月17日 - 9月18日、NHK綜合） - 飾演金田直樹
- 如果30歲還是處男，似乎就能成為魔法師（2020年10月8日 - 12月24日、東京電視台系） - 飾演 柘植将人[13]
- 與你在世界終結之日（2021年1月17日 - 3月21日、日本電視台） - 飾演 桑田陸斗
- 喜劇開場（2021年4月17日 - 6月19日、日本電視台） - 飾演 小林勇馬
- 反正你也逃不掉（2021年9月16日 - 11月12日、MBS） - 飾演 深澤馨[14]
- WAGEMON～長崎翻譯異聞（2022年1月8日 - 1月29日、NHK綜合台） - 飾演 大田清十郎[15]
- 亂來！我居然會成為社長 第3話（2022年1月26日、日本電視台） - 飾演 加賀美[16]
- 村井之戀（2022年4月6日 - 5月25日、TBS） - 飾演 山門由希[17]
- 花嫁未滿ESCAPE（日语：花嫁未満エスケープ）（2022年4月8日 - 6月9日、東京電視台） - 飾演 深見一[18]
  - 花嫁未滿ESCAPE 完結編（2023年1月6日 - 1月27日、東京電視台） - 飾演 深見一
- 異世界居酒屋「阿信」（WOWOW）- 飾演 阿爾努・史涅菲爾斯（アルヌ・スネッフェルス）
  - 異世界居酒屋「阿信」第二季~魔女與大主教編~ Season2（2022年5月27日 - 7月29日）[19]
  - 異世界居酒屋「阿信」第三季~皇帝與歐伊利亞公主編~（2023年1月13日 - 3月17日）
- Octo～感情搜查官 心野朱梨～（讀賣電視台・日本電視台） - 飾演 風早涼
  - 第一季（2022年7月7日 - 9月8日）[20]
  - 第二季（2024年10月3日 - 12月12日）
- 浪漫偵探（2023年1月21日 - 2月11日、NHK綜合台）
- 月讀君的禁忌宵夜（2023年4月22日 - 6月17日、朝日電視台）- 飾演 朝日奈大河[21]
- 我們律師很棘手 第10話・最終回（2023年12月15日・12月22日、富士電視台） - 飾演 武藤慎一
- 錦糸町Paradise（2024年7月13日 - 9月28日、東京電視台） - 飾演 能光順
- 三人夫婦（2025年4月1日 - 、TBS） - 主演・三津田拓三

### 电影
- 聽說桐島退社了（2012年8月11日、ショウゲート） - 飾演 友弘
- 惡之教典（2012年11月10日、東宝） - 飾演 夏越雄一郎[22]
- 不安的種子（2013年7月20日）
- 迷雾中的蝴蝶/她爱上了我的谎 （2013年12月14日）- 飾演 鼓手 矢崎哲平[23]
- 腦漿炸裂少女（2015年7月25日、KADOKAWA） - 飾演 田篠珠雲
- 櫻之雨（2016年3月5日、AMGエンタテインメント） - 飾演 桜音ハル[24]
- DolmenX（2018年3月11日 - 4月1日、日本テレビ） -飾演 一伊[25]
- 男子啦啦隊！！（2019年5月10日公開、バンダイナムコアーツ・ポニーキャニオン） - 飾演  溝口渉[26]
- 看不見的目撃者（2019年9月20日公開、東映） - 飾演日下部翔[8]
- 劇場（2020年7月17日公開、吉本興業） - 飾演 田所[27]
- 滑走路（2020年11月20日公開、KADOKAWA） - 飾演 鷹野[28]
- 炸豬排DJ揚太郎（2020年10月30日公開、ワーナー・ブラザーズ） - 飾演 夏目球児
- 療癒心中的傷口　劇場版（2021年1月29日、GAGA）-　飾演 北林史也
- 犬部!（2021年7月22日公開、KADOKAWA） - 飾演 秋田智彦[29]
- 輪到你了 劇場版[錨點失效]（2021年12月10日、東宝） - 飾演 神谷将人[30]
- 如果30歲還是處男，似乎就能成為魔法師（2022年4月8日、アスミック・エース） - 飾演 柘植将人[31][32]
- 謎樣的你（2023年4月14日、ハピネットファントム・スタジオ） - 飾演 草鹿

## 脚注
1. ↑  . A-team.   [2015-11-04]. （原始内容存档于2021-01-26）.
2. ↑  . TVnavi (日本工業新聞社): 246.
3. ↑  . ザテレビジョン.   [2016-10-25]. （原始内容存档于2016-06-02）.
4. ↑  . MANTANWEB. 2016-03-05  [2016-03-05]. （原始内容存档于2024-12-15） （日语）.
5. ↑  . TV Guide. 2017-03-01  [2017-10-15]. （原始内容存档于2019-02-20） （日语）.
6. ↑  . 映画.com. 2018-03-22  [2018-03-25] （日语）.
7. ↑  . Real Sound. 2018-07-21  [2018-07-31]. （原始内容存档于2024-12-13） （日语）.
8. 1 2  . MANTANWEB. 2019-07-08  [2019-07-21]. （原始内容存档于2025-04-11） （日语）.
9. ↑  . ORICON NEWS. 2020-01-01  [2020-02-06]. （原始内容存档于2025-04-11） （日语）.
10. ↑  . modelpress. 2019-10-31  [2019-10-31]. （原始内容存档于2025-04-11） （日语）.
11. ↑  . ORICON NEWS (oricon ME). 2022-02-09  [2022-02-09]. （原始内容存档于2022-06-09）.
12. ↑  浅香航大 （2019年）. 【浅香航大】ドラマ『心の傷を癒すということ』『今夜はコの字で』異なるジャンルの人間ドラマの世界に生きる彼の演じたキャラクターたち.
13. ↑  . Comic Natalie. 2020-09-23  [2020-09-23]. （原始内容存档于2020-10-31） （日语）.
14. ↑  . コミックナタリー. 2021-08-31  [2021-08-31]. （原始内容存档于2022-06-13）.
15. ↑  . ORICON NEWS. 株式会社oricon ME. 2021-11-16  [2020-11-16]. （原始内容存档于2022-06-13）.
16. ↑  . ORICON NEWS (oricon ME). 2022-01-24  [2022-01-24]. （原始内容存档于2022-06-09）.
17. ↑  . マイナビニュース (マイナビ). 2022-03-18  [2022-03-19]. （原始内容存档于2022-06-10）.
18. ↑  . ORICON NEWS. oricon ME. 2022-03-15  [2022-03-15]. （原始内容存档于2022-06-13）.
19. ↑  . ORICON NEWS. oricon ME. 2022-03-12  [2022-03-13]. （原始内容存档于2022-06-09）.
20. ↑  . ORICON NEWS (oricon ME). 2022-06-08  [2022-06-08]. （原始内容存档于2022-06-13） （日语）.
21. ↑  . Natalie. 2023-03-07  [2023-03-31]. （原始内容存档于2023-03-08） （日语）.
22. ↑  二階堂ふみ＆染谷将太＆浅香航大 SPECIAL INTERVIEW 特別な存在だった!? 恋愛感情とは異なる3人の関係性.
23. ↑  “佐藤健＆三浦翔平＆浅香航大“カノ嘘”メンバー集結にファン歓喜”.
24. ↑  “浅香航大、山本舞香に公開謝罪「すみません！」”.
25. ↑  “志尊淳主演で「ドルメンX」ドラマ化＆映画化、浅香航大、小越勇輝、玉城ティナら出演（コメントあり / 写真21枚）”.
26. ↑  “チア男子!!：主要キャストに浅香航大、瀬戸利樹、THE RAMPAGE岩谷翔吾ら メーキング動画も公開”.
27. ↑  “劇場：寛一郎、伊藤沙莉、浅香航大、King Gnu井口理ら、追加キャスト発表　本ポスター画像も解禁”.
28. ↑  ““非正規雇用”歌人の遺作「滑走路」映画化、水川あさみ、浅香航大、寄川歌太が出演”.
29. ↑  浅香航大. . sippo.  與山崎伸子的访谈 (朝日新聞社). 2021-07-20  [2021-07-23]. （原始内容存档于2022-04-10）.
30. ↑  . 映画ナタリー. ナターシャ. 2021-06-04  [2021-06-04]. （原始内容存档于2022-06-10）.
31. ↑  Inc, Natasha. . 映画ナタリー.   [2021-11-28]. （原始内容存档于2021-11-30） （日语）.
32. ↑  . screenonline.jp.   [2021-11-28]. （原始内容存档于2021-11-30） （日语）.

## 外部連結
- 浅香航大｜A-Team.Inc （页面存档备份，存于）
- 浅香航大的X（前Twitter）
- 浅香航大在豆瓣上的资料（简体中文）
- 浅香航大的Instagram帳戶